# 西斯科格羅夫 (加利福尼亞州)
西斯科格羅夫（英語：Cisco Grove）是位於美國加利福尼亞州普萊瑟縣的一個非建制地區。該地的面積和人口皆未知。

## 地理
西斯科格羅夫的座標為39°18′36″N 120°32′24″W / 39.31000°N 120.54000°W，而該地的平均海拔高度為1720米（即5643英尺）。